# Alba Flores
Alba González Villa (Madrid, 27 oktober 1986), bekend onder haar artiestennaam Alba Flores, is een Spaanse actrice. Zij is vooral bekend van haar rol als Ágata "Nairobi" Jiménez in de Spaanse televisieserie La casa de papel. Ook speelde ze Saray Vargas in Vis a vis.

## Biografie
Alba Flores werd in 1986 geboren in Madrid als dochter van de half-Roma singer-songwriter en acteur Antonio Flores en Ana Villa, een theaterproducent. Ze is de kleindochter van Lola Flores en het nichtje van de zangeressen Lolita Flores en Rosario Flores en de actrice Elena Furiase.
In 2005 maakte Alba haar filmdebuut in El Calentito van Chus Gutiérrez. Op televisie had ze haar eerste rol in een aflevering van de serie El comisario in 2006. In 2008 speelde ze een rol in een aflevering van El síndrome de Ulises en datzelfde jaar speelde ze mee in de musical Enamorados anónimos. In 2009 nam ze het themalied van haar vader op, No puedo enamorarme de ti, voor de soundtrack van een film van Roberto Santiago, Al final del camino, met Malena Alterio en Fernando Tejero als hoofdrolspelers.
Begin 2013 werd ze gecast voor een hoofdrol als de Marokkaanse dienares Jamila in de televisieserie El tiempo entre costuras, die zich afspeelt in Spanje en de noordelijke protectoraten in Marokko, na de Spaanse Burgeroorlog. Daarna was ze te zien in de TVE-serie Cuéntame cómo pasó.
In 2015 kreeg ze een vaste rol in de televisieserie Vis a vis, waarin ze Saray Vargas speelt, een Roma-vrouw die een gevangenisstraf van 5 jaar krijgt wegens moord. Vanaf 2017 heeft ze een vaste rol in de populaire televisieserie La casa de papel als Ágata "Nairobi" Jiménez, een van de bendeleden.

## Filmografie

### Speelfilms
- 2015: La memoria del agua als Carmen
- 2006: Los managers
- 2005: El calantito als Amaya

### Televisie
- 2022: Sagrada Familia als Caterina
- 2017-2021: La casa de papel als Ágata "Nairobi" Jiménez
- 2015-2019: Vis a vis als Saray Vargas de Jesús
- 2014: Cuéntame cómo pasó als Chelo
- 2013: El tiempo entre costuras als Jámila
- 2008: El síndrome de Ulises als Arabia Salazar
- 2006: El comisario als Sohara